# Hút mật đuôi lửa
Hút mật đuôi lửa (danh pháp khoa học: Aethopyga ignicauda) là một loài chim thuộc Họ Hút mật. Nó được tìm thấy trong các phần phía bắc của tiểu lục địa Ấn Độ, chủ yếu trong các Himalayas, và cũng ở một số vùng lân cận trong Đông Nam Á. Loài này hiện diện ở Bangladesh, Bhutan, Ấn Độ, Myanma, Nepal, Thái Lan và Tây Tạng.Môi trường sống tự nhiên của nó là rừng nhiệt ôn đới hoặc rừng núi cao ẩm ướt nhiệt đới và cận nhiệt đới. Nó bị đe dọa mất môi trường sống.